# Božica Pažur
Božica Pažur (Butkovec, 11. prosinca 1957.) hrvatska je književnica i esejistica. Piše na kajkavskom narječju.
Rođena je 11. prosinca 1957. godine u Varaždinskoj županiji. U Varaždinu je završila gimnaziju, a na Filozofskom fakultetu u Zagrebu dvopredmetni studij jugoslavenskih jezika i književnosti i francuski jezik, te magistrirala na smjeru jezikoslovlja.
Glavna je i odgovorna urednica časopisa Kaj, članica DHK. Među brojnim studijama, pisala je o književnom radu Stanislava Petrovića, Ive Kalinskoga, Božice Jelušić, Zlatka Crneca, o jezikoslovnoj stidiji i Antuna Radića "Hrvatski književni jezik". Članke je objavila u Radovima Zavoda za znanstveni rad - Varaždin, časopisu Kaj i drugdje.
Doktorirala je na Filozofskom fakultetu u Zagrebu s temom iz područja teorije i povijesti književnosti: Kulturno-animalistički aspekti suvremenoga kajkavskoga pjesništva (semantičko-semiotičke korelacije),  kod mentora: dr. sc. Miroslava Šicela.
Urednica je desetak književnih djela s pisanih kajkavštinom. Uredila je nekoliko zbornika sa znanstvenih skupova (Lepoglavski zbornici 1992-1996; Antun Mihanović i njegovo doba, 1996. i sl.). Organizira izvedbu kulturološko-znanstvenih projekata u sklopu programa „Kajkavskoga spravišča“ – društva za širenje i unapređivanje znanosti i umjetnosti - (Jezična kajkaviana i Kaj & ča: prožimanja i perspektive). Napisala je eseje, oglede, studije i rasprave, ponajviše s područja suvremene književno-jezične kajkaviane.
Pjesništvo joj je oblikovano na tradiciji ekspresionističkog nasljeđa što se lako prepoznaje u ritmičkoj organizaciji njezina slobodnog stiha.(Joža Skok)

## Djela
- Zmučene rieči, 1975.
- Ili-ali, 1984.
- “Manutekstura” - dio Divina (zajednička pjesnička knjiga s Danielom Načinovićem; Kajkavsko spravišče, Zagreb, 2006.), s pogovorom Jože Skoka i Ive Kalinskog, ISBN 953-6056-19-4, ilustrirao Frano Paro
- Kulturnoanimalistički aspekti suvremenoga kajkavskoga pjesništva : Semantičko-semiotičke korelacije; Kajkavsko spravišče, Zagreb, 2015.